# Udu (Nigeria)
Udu est une zone de gouvernement local et un royaume traditionnel de l'État du Delta au Nigeria,. Son roi porte le titre d'Ovie d'Udu.

## Source
- (en) Cet article est partiellement ou en totalité issu de l’article de Wikipédia en anglais intitulé « Udu, Nigeria » (voir la liste des auteurs).